# Зыкина, Анастасия Александровна
Анастасия Александровна Зыкина (род. 18 мая 1978, Киров) — график и иллюстратор, художница книги, живописец.

## Биография
В 2006 году Анастасия Зыкина окончила Институт Декоративно-прикладного искусства (ИДПИ. СПб). В 2009–2012 художница проходила стажировку в творческих мастерских Российской академии художеств в Красноярске. Зыкина член секции графики Санкт-Петербургского Союза художников и Санкт-Петербургского Творческого союза художников (IFA). Художница создает живописные произведения, делает инсталляции. Она много работает в области станковой и печатной графики (офорт, шелкография), книжной иллюстрации и авторской коллекционной книги.
В частности сотрудничает с издательством Вита Нова (Первая книга Ездры, Иуда Искариот и другие и др.).
Зыкина — одна из участниц крупного группового проекта в формате книги художника — Город как субъективность художника (2018-2020).
Анастасия Зыкина совмещает творческую работу художницы с педагогической практикой. Она автор популярных мастер-классов и ряда обучающих курсов для детей и взрослых, читает лекции по истории печатной графики в художественных центрах России.
...Её излюбленная техника – офорт во всём его многообразии: от классического штриха, меццо-тинто, открытого травления и сухой иглы; офорт нередко соединяется у неё с техникой монотипии, позволяющей достигать фактурное многообразие, и шелкографии, дающей возможность обращаться к фото-образам. Многие её работы могли бы, кажется, служить неким наглядным пособием по всему технологическому арсеналу эстампа, причём почётное место в этом пособии следовало бы уделить и её печатным латунным доскам, несомненно, имеющим самостоятельное художественное значение. Между тем, с каждым новым проектом художника всё более удаляется от классических представлений об искусстве графической печати, осваивая сферу свободного полёта, что продиктовано, видимо, скрытыми импульсами внутренней необходимости...
С 2007 года Анастасия Зыкина активная участница многих выставок в России и за рубежом, 13 из них — персональные.

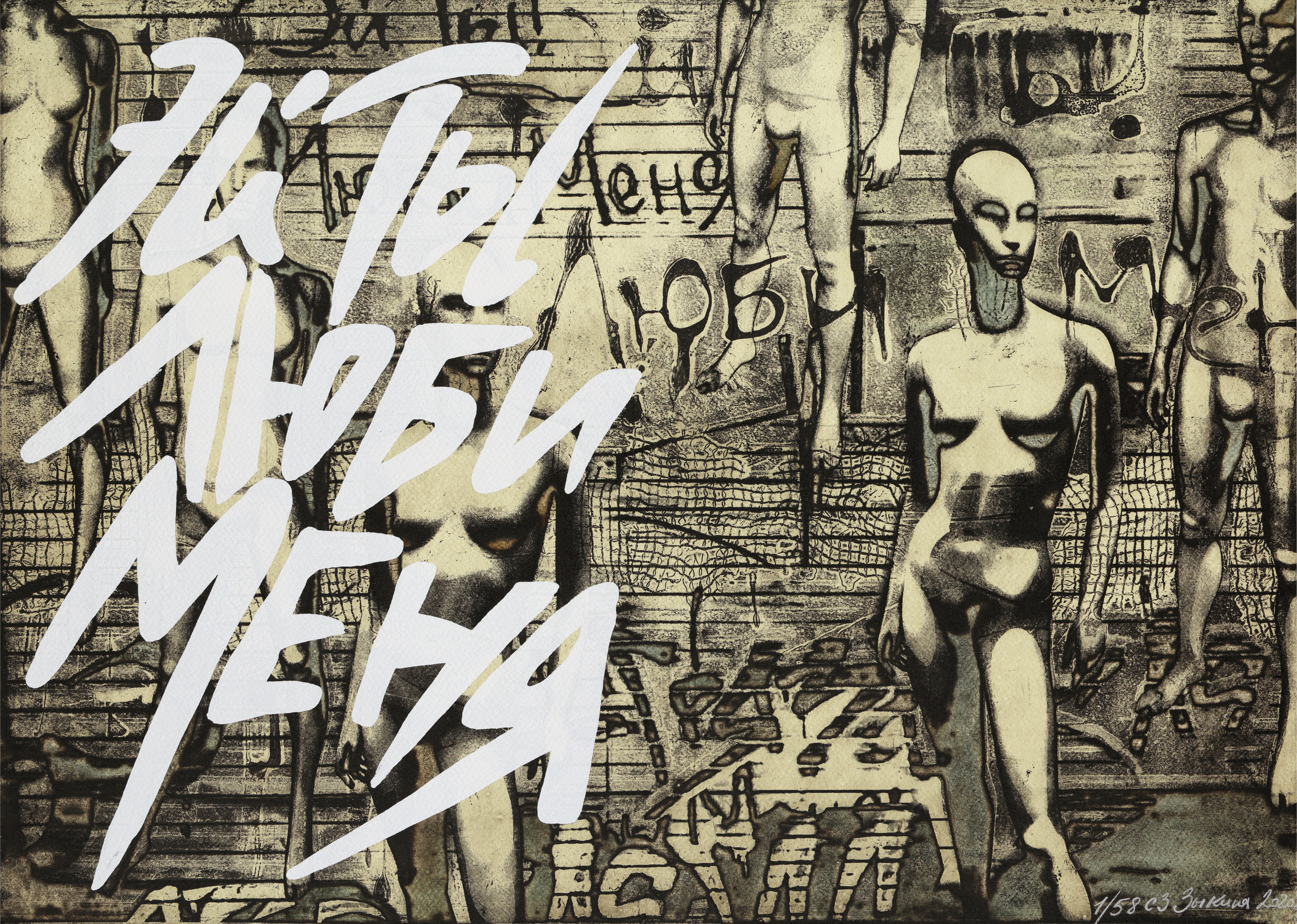
Люби меня (для проекта Город как субъективность художника). 2020, 420 х 594 мм, б., цв. офорт, акварель, шелкография

Зыкина — лауреатка премии «Художник книги» Третьей Международной Биеннале графики (СПб, 2006); Гран-при в номинации «Арт-мастер» 7-го Международного художественного конкурса «Арт-Город» (2011); обладательница диплома в номинации «Графика» СПб СХ (СПб, 2012); стипендиатка Союза художников России.
Живёт и работает в Санкт-Петербурге.
Муж — Дмитрий Северюхин, историк отечественной культуры, поэт, прозаик и художник.

## Музейные собрания
- Государственный русский музей (СПб)
- Музей современного искусства «Гараж». Коллекция книги художника. (Москва)
- Литературно-мемориальный музей Ф. М. Достоевского (СПб)
- Вятский художественный музей имени В. М. и А. М. Васнецовых (Киров)
- Екатеринбургский музей изобразительных искусств
- Омский областной музей изобразительных искусств имени М.А. Врубеля (Омск)
- Сахалинский областной художественный музей (Южно-Сахалинск)
- Ямало-Ненецкий окружной музейно-выставочный комплекс им. И.С. Шемановского (Салехард)
- Национальная галерея Республики Коми (Сыктывкар)